# Сортланд
Сортланд (норв. Sortland) је насељено место у Норвешкој у округу Nordland. Има статус града од 1997.